# Országos Magyar Képzőművészeti Társulat
Az Országos Magyar Képzőművészeti Társulat 1861-ben alakult meg, és 1948-ig működött. Célja kiállítások rendezése, művészek támogatása, a művészeti élet fellendítése volt.

## Története
A Társulat a Pesti műegyesületből (alakult 1839. Eötvös József báró, Lukács Mór, Serényi László gróf és Trefort Ágoston közreműködésével) és a nemzeti képcsarnok-egyletből (alakult 1846. József nádor pártfogásával) fejlődött ki. 1861. augusztus 1-jén tartotta alakuló közgyűlését, amelyen közfelkiáltással Andrássy Gyula grófot választotta meg elnökévé. A Társulat elnöke a kiegyezés után Pulszky Ferenc, 1879-től 1885-ig Ipolyi Arnold, majd három éves ciklusokra választott személyiségek voltak. Későbbi elnöke Andrássy Tivadar gróf lett, aki 1877-ben székhelyként saját palotáját ajánlotta fel. 
Az elnököt munkájában 1879-től igazgatóság támogatta, amelyben döntő szerepet évtizedeken át Kelety Gusztáv igazgató, a Társulat adminisztrációját is vezető Szmrecsányi Miklós titkár és Telepy Károly „műtáros” játszotta. 
Évszakonként rendezte nagy, csoportos kiállításait, a „magyar szalonokat”. Szervezte külföldi művészek műveinek hazai bemutatását illetve támogatta magyar művészek külföldi bemutatkozását. A század végén a Társulat és a Műcsarnok egyre inkább az akadémikus művészet  kiállítóhelyévé vált, és egyre inkább a modern művészeti törekvések ellene lépett fel.
1894-ben Schickedanz Albert kapott megbízást az Országos Magyar Képzőművészeti Társulattól az új Műcsarnok megtervezésére.  Addigi  épületéből a Társulat 1896-ban, az ezredéves kiállítás megnyitásakor, a városligeti új Műcsarnokba költözött át. 
1948-ban a belügyminiszter a szervezetet feloszlatta.

## Tagjai
Tagjai pártfogók, alapítók, tiszteletbeliek illetve rendesek lehettek.

## Céljai
Az Országos Magyar Képzőművészeti Társulat célja : a hazai képzőművészet minden ágának fölkarolása, mind anyagi mind szellemi érdekeinek előmozdítása, a műízlés nemesítése, a műszeretet terjesztése, melyek megvalósítására kiállításokat rendezett  hazai és jeles külföldi művekből, műalkotásokat vásárolt, melyeket eladott vagy a tagjai között kisorsolt, tehetséges fiatal, vagy hazai szegény művészeket segélyezett stb.

## Kiadványai
A Társulat több kiadványt is megjelentetett, pl. egyebek mellett a Magyar Képzőművészeti Társulat Évkönyvét, a Műcsarnok című közlönyt, az Országos Magyar Képzőművészeti Társulat Közleményeit, valamint a Művészetet, a Társulat hivatalos értesítőjét.